# Lachnum pygmaeum
Lachnum pygmaeum är en svampart som först beskrevs av Elias Fries, och fick sitt nu gällande namn av Giacopo Bresàdola 1903. Lachnum pygmaeum ingår i släktet Lachnum och familjen Hyaloscyphaceae.  Arten är reproducerande i Sverige. Inga underarter finns listade i Catalogue of Life.